# Musée bruxellois de la gueuze
Le Musée bruxellois de la gueuze est un musée consacré à la gueuze, qui a vu le jour en 1978, au sein de la brasserie Cantillon, une entreprise familiale créée en 1900 dans la commune d’Anderlecht (Bruxelles).

## La brasserie Cantillon

### Historique
Fondée à l’aube du XXe siècle, alors que chaque quartier possédait encore sa brasserie fournissant les cafés et estaminets des environs, la brasserie Cantillon est aujourd’hui la dernière représentante de l'artisanat brassicole bruxellois. 
Lorsqu'au début des années 1970, Jean-Pierre Van Roy conjoint de la petite-fille du fondateur prend la succession, les affaires vont mal. Les petites brasseries familiales ferment les unes après les autres au profit d’entreprises de production industrielle. La véritable lambic (base de la gueuze) est en voie de disparition, remplacée par des bières de moindre caractère, correspondant mieux à l’évolution du goût des consommateurs (plus de sucre et moins d’amertume) et plus facile et rapide à produire en grande quantité. Après avoir réussi à redresser l’entreprise, il fait le pari de revenir aux méthodes de production et recettes traditionnelles.
En 2024, les bâtiments de la brasserie et la maison construite pour le directeur, situés respectivement aux numéros 56 et 58 de la rue Gheude, sont inscrits à l'inventaire du patrimoine architectural de la Région de Bruxelles-capitale

### Fabrication de la gueuze
Le procédé de fabrication de la gueuze prend des années, mélange de lambics à fermentation spontanée de différents âges elle est conservée en fûts de chêne avant de subir une seconde fermentation en bouteille bouchonnée. Elle atteint sa pleine maturité après trois ans. Le résultat est naturellement acide comme toutes les bières issues du lambic. La brasserie produit également d’autres bières, dont les bières de fruit fabriquées par macération de cerises (kriek), framboises ou abricots dans le lambic. Depuis quelques années la Brasserie Cantillon a décidé d'élaborer toute sa production à partir de céréales issues de l'agriculture biologique.

### Produits
Les gueuzes suivantes titrant en général 5 % en volume d'alcool sont produites par la brasserie :
- Cantillon Gueuze "drapeau belge"
- Cantillon Gueuze 100 % Lambic
- Cantillon Gueuze 100 % Lambic Bio
- Cantillon Kriek 100 % Lambic
- Cantillon Rosé de Gambrinus, une gueuze à la framboise
- Cantillon Grand Cru Bruocsella, issu d'un lambic mûri trois ans en fûts de chêne
- Cantillon Iris
- Cantillon Vigneronne, une gueuze aux raisins cultivés sous serre
- Cantillon Saint Lamvinus, une gueuze aux raisins merlot et cabernet franc, macérés en barriques bordelaises
- Cantillon Fou' Foune, une gueuze aux abricots
- Cantillon Lou Pepe

## Le musée de la gueuze
En 1978, le Musée bruxellois de la gueuze est créé dans le but de faire connaître et de sauvegarder un mode de fermentation unique au monde. Bières, outils, machines, cuves en cuivre, tonneaux (dont certains sont plus que centenaires) et procédé de fabrication sont d'époque et constituent un patrimoine précieux. Le musée propose des visites guidées, des brassins publics deux fois par an et une dégustation. Le maître brasseur, Jean-Pierre Van Roy, enseignant de formation et passionné par son sujet est intarissable.
Reconnu internationalement, le musée possède une étoile dans le guide Michelin et reçoit près de 30 000 visiteurs par an.

## Accessibilité
| ___ | Ce site est desservi par la station de métro : Clemenceau. |

| ___ | Ce site est desservi par la station de métro : Gare du Midi. |